# Sjtjokino
Sjtjokino (ryska Щёкино) är en stad i Tula oblast i Ryssland. Folkmängden uppgick år 2015 till cirka 58 000 invånare.